# Kościół św. Michała Archanioła w Niemysłowie
Kościół Świętego Michała Archanioła – rzymskokatolicki kościół parafialny należący do dekanatu uniejowskiego diecezji włocławskiej.
Obecna świątynia została przemurowana w cegle w 1880 roku z zachowaniem dawnego planu i wysokości kościoła drewnianego z końca XVII wieku. Budowla została konsekrowana w 1911 roku. Kościół ma jedną nawę z prezbiterium zamkniętym wielobocznie oraz zakrystią od strony południowej.
Nawa jest szersza i posiada kruchtę i kaplicę od strony południowej. Kaplica ta nosi wezwanie Świętych Aniołów Stróżów i powstała w 1 połowie  XVII wieku, konsekrował ją prymas Wacław Leszczyński w 1661 roku. Została zbudowana na planie kwadratu, nakryta jest sklepieniem krzyżowym ozdobionym skromną dekoracją stiukową z liści laurowych, ze zwornikiem w formie lwich misek i szczytem na zewnątrz w kształcie trójliścia.
W ołtarzu głównym umieszczony jest barokowy obraz przedstawiający Świętą Rodzinę z Nazaretu, który jest wzorowany na obrazie św. Józefa z Kalisza. Na obrazie jest umieszczona metalowa sukienka w stylu rokokowym z 1725 roku. Obraz św. Rodziny w ołtarzu głównym jest zasłonięty obrazem św. Michała Archanioła - patrona parafii i kościoła namalowanym w 1904 roku przez Leszka Cieleckiego z Zygier.
Kościół posiada również cztery ołtarze boczne oraz figurę przedstawiającą Chrystusa Frasobliwego, pochodzącą zapewne z XVIII wieku